# Acid cloroacetic
Acidul cloroacetic (sau monocloroacetic, MCA) este un compus organic cu formula chimică ClCH2CO2H. Este utilizat frecvent în sinteza organică, de exemplu a unor medicamente.

## Obținere

### Istorică
Acidul cloroacetic a fost preparat pentru prima dată, în formă impură, de către chimistul francez Félix LeBlanc (1813–1886) în anul 1843 în urma reacției de clorurare a acidului acetic la lumină. În formă pură, a fost preparat în anul 1857 de către chimistul german Reinhold Hoffmann (1831–1919) prin refluxarea acidului acetic glacial cu clor la lumină, iar în același an chimistul francez Charles Adolphe Wurtz l-a obținut în urma reacției de hidroliză a clorurii de cloroacetil (ClCH2COCl).

### Industrială
La nivel industrial, MCA se poate prepara în urma reacției de hidroliză a tricloroetilenei:
{\displaystyle {\ce {ClHC=CCl2 + 2 H2O -> ClH2CCO2H + 2 HCl}}}
Reacția are loc la temperaturi de 130-140 °C și se face în soluție concentrată (75%+) de acid sulfuric. Această metodă produce acid monocloroacetic de mare puritate, spre deosebire de metoda de halogenare directă, dar care are avantajul producerii și de acid clorhidric. Aproximativ 420.000.000 kg/an sunt produse la nivel mondial.